# Israël en apartheid

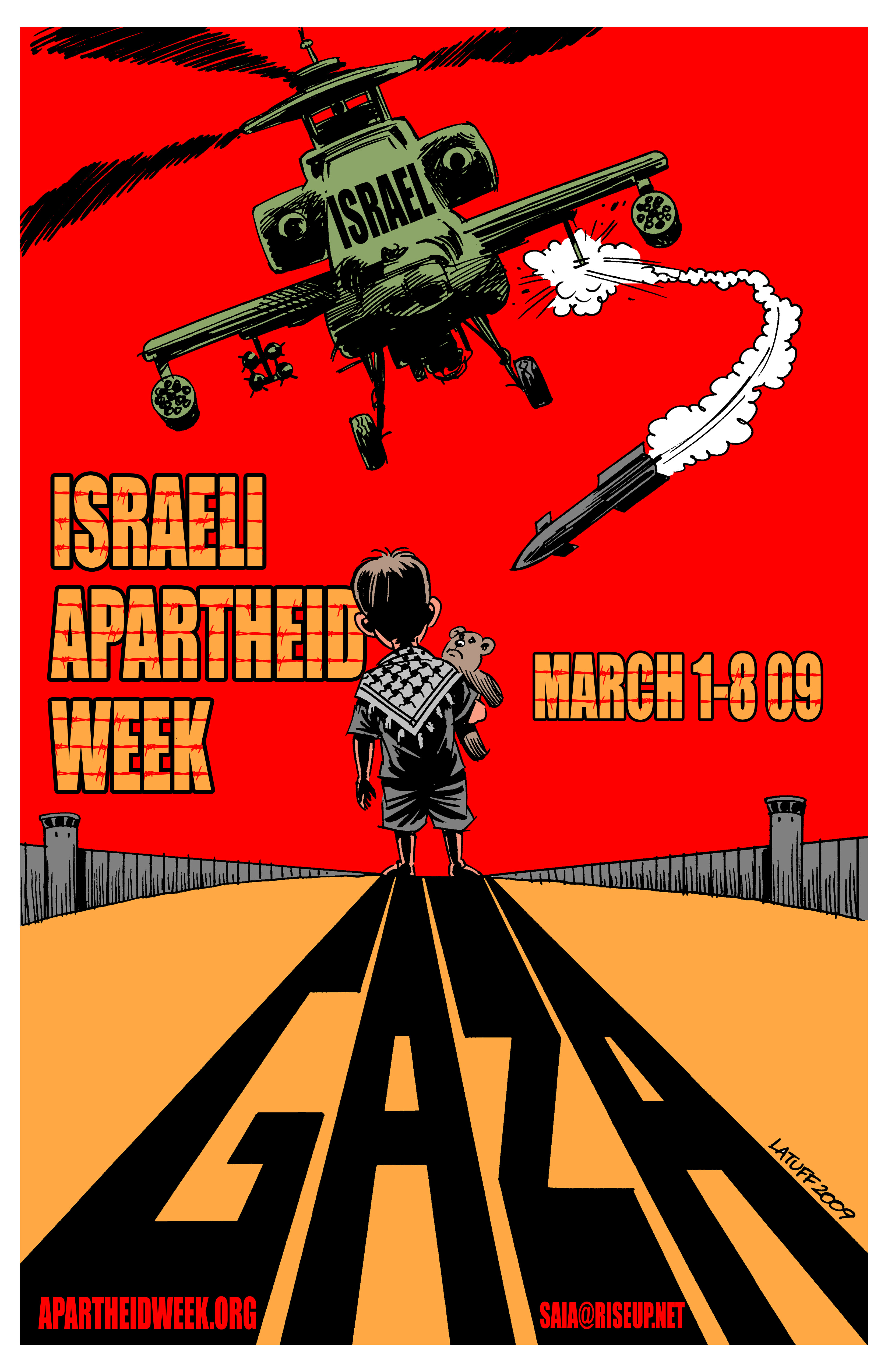
Poster van de BDS-beweging in 2009

Diverse mensenrechtenorganisaties en bewegingen, zoals de BDS-beweging, beschuldigen Israël van het hanteren van een vorm van apartheid in Israël zelf en in de door Israël bezette gebieden. Dit is niet onomstreden. Het Internationaal Gerechtshof heeft op 19 juli 2024 in een niet-bindend advies aangegeven dat er in de bezette gebieden sprake is van discriminatie en dat Israël zo snel mogelijk uit deze gebieden moet vertrekken.
De BDS-beweging ('Boycott, Divestment, and Sanctions') stelt sinds haar oprichting in 2005 dat er sprake is van Israëlische apartheid. Een aantal mensenrechtenorganisaties sloot zich hierbij aan, zoals de B'Tselem en Yesh Din. Ook Human Rights Watch en Amnesty International spreken van apartheid en hebben deze sterk veroordeeld. Daarbij hebben politici en andere critici binnen en buiten Israël en in de Verenigde Naties gesproken van Israëlische apartheid. Israël ontkent de beschuldigingen en noemt deze al vrij snel antisemitisch en dus racistisch. Ook verschillende andere landen en organisaties hebben ontkend dat Israël zich schuldig maakt aan apartheid.
De beschuldiging van apartheid komt neer op het systematisch discrimineren en onderdrukken van de Palestijnse bevolking door de Israëlische overheid binnen een alomvattend juridisch systeem dat speciaal is gericht op overheersing van de Palestijnse inwoners door de Joodse staat, vooral in de Bezette Gebieden, die na jaren nog steeds bestuurd worden door militaire overheidsinstanties. Het belangrijkste instrument daarbij is het streven naar en handhaven van een Joodse meerderheid, zodat de Palestijnse verkozenen niet via democratische wegen veranderingen zouden kunnen afdwingen.
De apartheid waarvan Israël wordt beschuldigd beslaat ook vele facetten in het dagelijks leven, van het wettelijk bevoordelen van Joden en toepassen van een apart juridisch systeem voor de Palestijnen, tot het bouwen van illegale Joodse nederzettingen en de Westoeverbarrière in bezet gebied, het onderdrukken van elke vorm van verzet tegen kolonisatie en het verdrijven van Palestijnen van hun land en uit hun huizen in Palestina, inclusief Oost-Jeruzalem. Ook het jarenlang afsluiten van de Gazastrook door een Israëlische militaire blokkade – waardoor deze voor 2 miljoen Palestijnen is veranderd in wat vaak wordt genoemd "de grootste openluchtgevangenis ter wereld" – wordt als apartheid beschouwd. HRW noemt dit laatste een geïnstitutionaliseerde "politiek van scheiding" tussen Gaza en Westoever.
De apartheidsideologie is in de loop van de 20ste eeuw ontwikkeld onder de apartheid in Zuid-Afrika vanuit typisch koloniale opvattingen over begrippen als (on)gelijkheid en (onder)ontwikkeling. Volgens het internationaal recht is apartheid een misdaad tegen de menselijkheid. Eerder werden ook al andere landen van apartheid beschuldigd.

## Achtergrond

### Internationaal recht
In het internationaal recht heeft het begrip apartheid betrekking het systematisch bevoordelen van één bepaalde etnische bevolkingsgroep boven de andere en het in stand houden van overheersing door de dominerende groep, zoals bijvoorbeeld bij blanke suprematie of in landen waar een bepaalde etnische bevolkingsgroep stevig de macht in handen heeft. In vorige eeuwen – en in de Verenigde Staten nog steeds – was het heel gewoon om te spreken van rassen waar etnische groepen werden bedoeld. Het Statuut van Rome spreekt van 'raciale groepen'. Bij hedendaagse apartheid gaat het om het bewust in stand houden van dominantie van één etnische groep over andere groepen middels een systeem van politieke en militaire macht en wetgeving. Het wordt institutioneel racisme genoemd.
Eerder hadden Amnesty en HRW ook al de situatie in Myanmar (Birma) betreffende de Rohingya's als apartheid bestempeld. HRW heeft ook nog andere landen beschuldigd van misdaden tegen de menselijkheid waar etnische groepen werden vervolgd, zoals in Irak de Koerden en in Rwanda de Tutsi's. De organisaties willen Israël noch met Zuid-Afrikaanse apartheid, noch met die in andere landen vergelijken. Internationaal wordt ook China van apartheid beschuldigd vanwege de onderdrukking van de oorspronkelijke bevolkingsgroepen van Tibet en Xinjiang door de dominerende Han-Chinezen. In de laatstgenoemde regio gaat het om de systematische onderdrukking van de Oeigoeren.

### Historie

#### Historie van zionisme en bezetting
Eind 19de eeuw begon de zionistische beweging op beperkte schaal met het stichten van Joodse kolonies in historisch Palestina, met als doelstelling om daar uiteindelijk een joodse staat te stichten. Tot aan de Tweede Wereldoorlog hadden de zionisten maar beperkt resultaat. In 1940 was nog slechts 6% van het gebied in Joods bezit.
In 1947 stemde een meerderheid in de VN voor het VN-verdelingsplan om Palestina te verdelen tussen Joden en Arabieren. Daarop brak de Arabisch-Israëlische oorlog uit, waarbij het grootste deel van de Palestijnen werd verdreven. Na de Nakba bestond de bevolking van het door Israël bezette deel van Palestina voor het overgrote deel uit Joden, terwijl de verdreven Palestijnen werd verhinderd naar hun huizen terug te keren. Het beleid van Israël is er altijd op gericht geweest om een minimaal 80% joodse meerderheid van de bevolking in stand te houden om het het joodse karakter van de staat te behouden. Na 1948 bleef Israël de massale immigratie van Joden uit de hele wereld stimuleren. Alle Joden kregen het exclusieve en vrijwel onvoorwaardelijke recht om zich hier te vestigen en dit beleid is anno 2022 nog ongewijzigd.
In 1967 bezette Israël onder meer de Westelijke Jordaanoever, inclusief Oost-Jeruzalem, dat was samengevoegd met het westelijk deel van de stad en in 1980 door de Knesset werd uitgeroepen als hoofdstad van Israël. Opnieuw werden veel Palestijnen verdreven. Onder militair bestuur werden hier joodse nederzettingen gebouwd en de overgebleven Palestijnen onder joods bestuur geplaatst. In Oost-Jeruzalem en het omringende gebied werd een ring van exclusief joodse nederzettingen gebouwd, om de stad van de rest van de Westoever te isoleren en direct te verbinden met het grondgebied van Israël.
In de 21ste eeuw begonnen joodse kolonisten met actieve steun van de overheid en het Israëlische gerecht steeds meer huizen van Palestijnen in Oost-Jeruzalem over te nemen, nadat ze de oorspronkelijke bewoners uitzetten, meestal met het argument dat dezen niet konden bewijzen dat ze eigenaar waren, terwijl de Israëlische overheid ook steeds vaker huizen liet slopen met als excuus dat deze illegaal zouden zijn gebouwd. In 2021 en 2022 vond dit een voorlopig hoogtepunt in de verdrijving van Palestijnen uit hun huizen in de wijk Silvan. In steeds hoger tempo werden op de Westoever nieuwe nederzettingen ingericht en erkend, bestaande nederzettingen uitgebreid en nieuwe woningen voor Joodse inwoners gebouwd.

#### Historie van de term 'apartheid' voor Israël

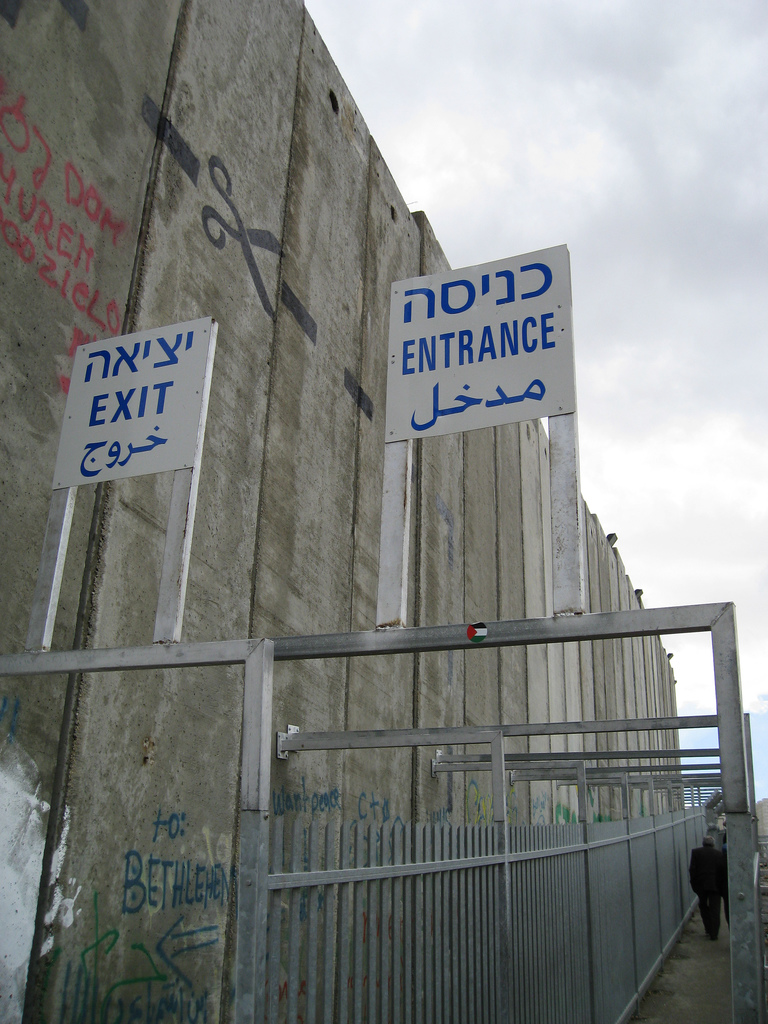
Checkpoint voor Palestijnen die Bethlehem willen verlaten of binnenkomen (2007)

De apartheid in Zuid-Afrika was officiële politiek tussen mei 1948 en 1990. Oorspronkelijk werd de term algemeen geassocieerd met de politiek in Zuid-Afrika en enkele verbonden Afrikaanse staten die een soortgelijke koloniale politiek volgden. Naast de Zuid-Afrikaanse kolonie Zuidwest-Afrika (Namibië) heerste apartheid in de Britse kolonie Republiek Rhodesië (Zimbabwe), de Portugese koloniën in Afrika (Mozambique, Angola, Guinea-Bissau, Cape Verdi en São Tomé en Príncipe), Basutoland (Lesotho), Swaziland en Bechuanaland (Botswana). Met name nadat de term apartheid in het internationaal recht was opgenomen, werd deze ook als zelfstandig begrip gehanteerd, niet per se verwijzend naar het vroegere Zuid-Afrika.
In 1961 noemde de architect van apartheid Hendrik Verwoerd Israël, "zoals Zuid-Afrika", een apartheidsstaat. In 1976 waarschuwde Israëls premier Yitzhak Rabin voor apartheid in geval van annexatie van de Westoever. Vanaf de 1980er jaren begonnen academici en activisten de Israëlische controle over de Westoever en Gaza te beschrijven als apartheid.
De instelling van de Palestijnse Autoriteit en het fenomeen van checkpoints in de bezette gebieden, waarmee de bewegingen van de Palestijnse bevolking worden gecontroleerd, maakte de term nog populairder. De Palestijnse organisaties omschreven ook de militaire avondklok en wegblokkades en zeeblokkade tijdens de Tweede Intifada als apartheid. In 2005 kwam de BDS-beweging op gang en werd de jaarlijkse Israëlische Apartheidsweek georganiseerd. In 2014 vergeleek de Speciale Rapporteur voor de Verenigde Naties Richard Falk de Israëlische maatregelen als apartheid. In dat jaar waarschuwde ook de Amerikaanse minister John Kerry voor een Israëlische apartheidsstaat. Nadat in 2018 in Israël de wet "Nation-state of the Jewish people" was aangenomen begonnen mensenrechtenorganisaties in Israël in hun rapportages meer uitgesproken de term apartheid te hanteren.

## Beschuldigingen (2019-2022)
Tussen november 2019 en februari 2022 publiceerde een aantal prominente mensenrechtenorganisaties kort na elkaar ongekend scherpe rapporten, waarin Israël ondubbelzinnig werd beschuldigd van het praktiseren van apartheid:

### Palestijnse organisaties
In november 2019 zond een achttal, meest Palestijnse, organisaties voor mensenrechten een rapport naar de VN-organisatie "Committee on the Elimination of Racial Discrimination" (CERD). Hierin wordt beschreven op grond waarvan zij vinden dat Israël voldoet aan de internationale definitie van apartheid. Zij spreken van een "geïnstitutionaliseerd regime van systematische dominantie en onderdrukking van het Palestijnse volk als geheel, inclusief de Palestijnse burgers in Israël zelf, die in de bezette Palestijnse gebieden en Palestijnse vluchtelingen en bannelingen". Beschreven wordt de manier waarop zij menen dat deze apartheid in stand wordt gehouden.

### Mensenrechten-experts
In juni 2020 noemden 47 mensenrechtenexperts van de VN Israëls annexatieplannen voor de Westelijke Jordaanoever "een visie van een 21ste-eeuwse apartheid": "twee volkeren levend in hetzelfde gebied, geregeerd door een en dezelfde staat, maar met diepgaand ongelijke rechten". Aanleiding was het plan van Benjamin Netanyahu om Palestijns land en de zich daar bevindende Joodse nederzettingen officieel tot Israëlisch grondgebied te verklaren. Een derde van de Westoever zou daarmee exclusief Joods worden.

### Yesh Din
De in juridische zaken gespecialiseerde Israëlische organisatie Yesh Din publiceerde in juli 2020 een paper met een juridische onderbouwing van de stellingname dat Israël zich volgens internationaal recht schuldig maakt aan de misdaad van apartheid op de bezette Westelijke Jordaanoever. De woordvoerder van Yesh Din verklaarde dat in het geval noch een tweestatenoplossing, noch een eenstaatoplossing mogelijk is, er automatisch sprake is van apartheid.

### B'Tselem

Versnipperde Westoever volgens de Oslo-akkoorden, met alleen (formeel) de groene gebieden onder Palestijnse controle.

In een stellingname verklaarde de Israëlische mensenrechtenorganisatie B'Tselem in januari 2021, dat het niet correct is om nog langer onderscheid te maken tussen het regime in Israël zelf en dat in de door Israël bezette gebieden en dat er sprake is van één apartheidsregime tussen de rivier de Jordaan en de Middellandse Zee, waar alle Palestijnen worden behandeld als inferieur aan de Joden, en de Palestijnen in Israël slechts één van de groepen (inferieure) Palestijnen vormen waarin zij zijn onderverdeeld. Aan de andere kant worden de kolonisten in bezet gebied precies hetzelfde behandeld als de (superieure) Joden in Israël.
B'Tselem, die opkomt voor de rechten van Palestijnen in Palestina, heeft vanaf haar oprichting in 1989 altijd een strikt onderscheid gemaakt tussen het soevereine grondgebied van Israël en de Bezette Gebieden. Dit was in lijn met het algemeen geaccepteerde paradigma dat Israël enerzijds en de Bezette Gebieden aan de andere kant van de Groene Lijn twee verschillende entiteiten zijn. In 2016 stopte de organisatie met het indienen van klachten tegen militairen die zich schuldig maakten aan rechtenschendingen, omdat deze klachten in de praktijk geen enkel effect hadden. Hiermee wilde zij meer vrijheid creëren om de werkelijke aard van de bezetting te kunnen blootleggen en ook een signaal af te geven betreffende de rechteloosheid van de Palestijnen.
Met het aannemen van de term apartheid werd een taboe in Israël doorbroken, daar deze term zelfs onder Israëlische critici werd vermeden. Aanleiding voor de gewijzigde opstelling in 2021 waren het aannemen van de "nation-state of the Jewish people"-wet uit 2018, die Israël tot exclusief een staat voor Joden verklaart en de Arabische bevolking tot tweederangsburgers degradeert, en ten tweede het plan van Netanyahu om een derde van de Westoever te annexeren en te bestemmen voor Joodse nederzettingen. Met deze annexatie zou de tweestatenoplossing met de vorming van een zelfstandige Palestijnse staat definitief onmogelijk worden.
B'Tselem zegt dat de Israëlische politiek is ontworpen om "Joodse suprematie" in het hele gebied te vestigen. In haar rapport van 2021 onderscheidt B'Tselem vier gebieden: soeverein Israëlisch gebied, bezet Oost-Jeruzalem, de rest van de Westoever en de Gazastrook. In elk van de gebieden hebben de Palestijnen verschillende rechten, die echter allemaal inferieur zijn ten opzichte van die van Joden. Israël is de facto soeverein in elk van de vier gebieden en vestigt in elk een verschillende vorm van Joodse suprematie.

### Human Rights Watch

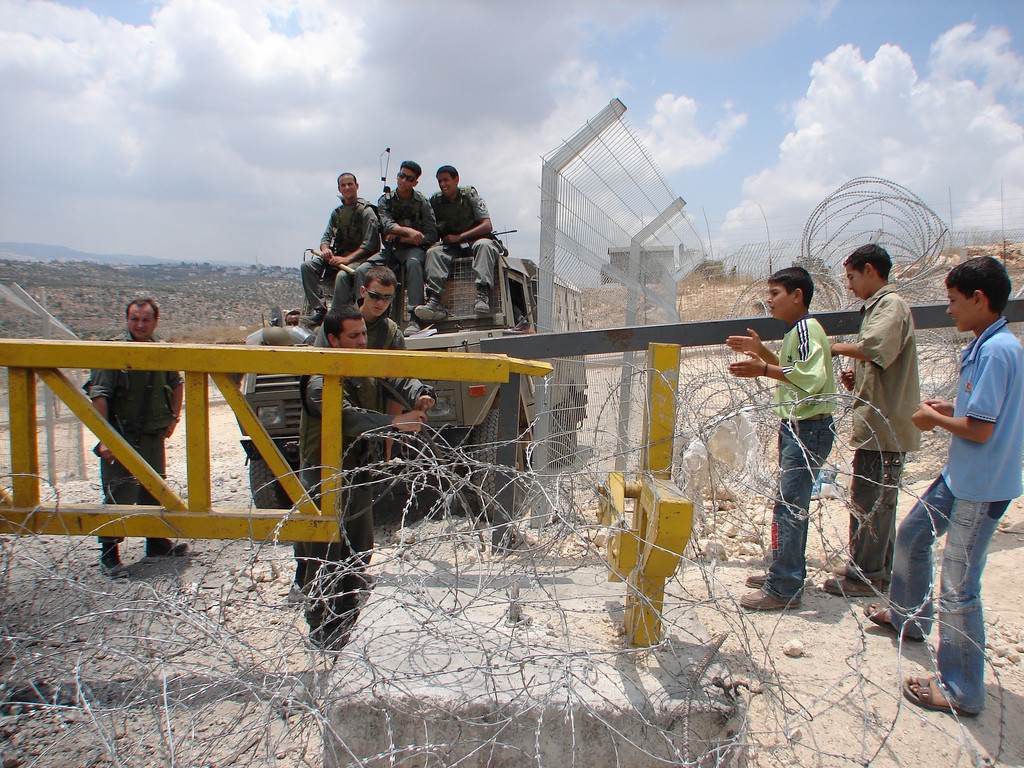
Toegangspoort op de Westoever voor de inwoners van Bil'in

In april 2021 kwam ook Human Rights Watch tot de conclusie dat Israël een apartheidssysteem hanteert in Palestina, inclusief Oost-Jeruzalem en Gaza. Ze benadrukt dat Israël de vestiging van Joodse Israëli's in de Palestijnse gebieden heeft gefaciliteerd en hun wettelijk een superieure status ten opzichte van de daar levende Palestijnen heeft gegeven. HRW roept Israël op om alle vormen van systematische dominantie, Joodse privileges en onderdrukking van Palestijnen op te heffen. Ook roept zij de Palestijnse Autoriteit op om de veiligheidscoördinatie met Israël te beëindigen. Deze wordt ook onder de Palestijnse bevolking breed gezien als collaboratie.
HRW zegt dat Israël zich schuldig maakt aan zowel apartheid als vervolging, beide een misdaad tegen de menselijkheid. Het rapport is gebaseerd op jarenlang onderzoek. HRW concludeert net als B'Tselem dat apartheid wordt uitgeoefend over het hele gebied dat Israël bestuurt, van de Jordaan tot aan de Middellandse Zee, maar wil het geen apartheidsstaat noemen, omdat deze term in het internationaal strafrecht niet is gedefinieerd. In dit recht is apartheid bovendien los van de oorspronkelijke apartheid in Zuid-Afrika gedefinieerd en daarom wordt de situatie in Israël niet met die in het vroegere Zuid-Afrika vergeleken.

### European Coordination of Committees and Associations for Palestine
In september 2021 kwam de European Coordination of Committees and Associations for Palestine (ECCP), een Europees netwerk van 42 organisaties, met een paper getiteld "Israel-Palestine: It is apartheid". Hierin werd nog eens het apartheidssysteem zoals het wordt gezien uitgelegd. De EU en zijn lidstaten wordt opgeroepen de misdaad van apartheid te erkennen, samenwerking te stoppen, druk op Israël uit te oefenen om zijn politiek te doen veranderen en het ICC te steunen in juridische stappen om Israël tot verantwoording te roepen.

### Amnesty International

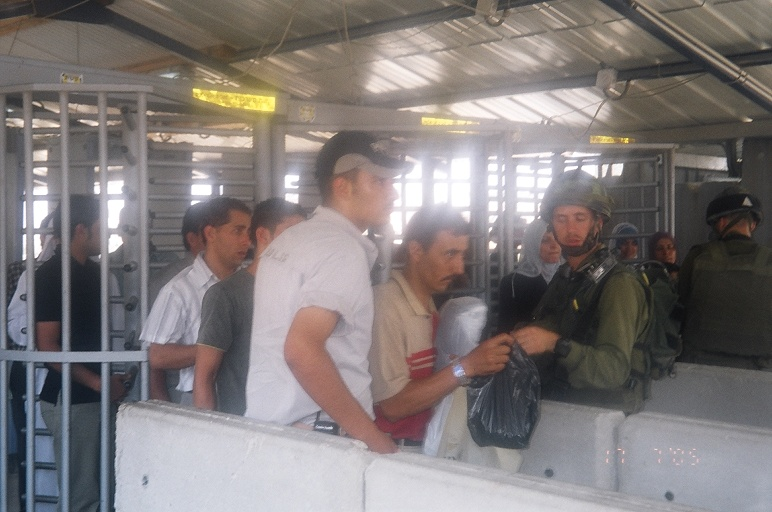
Huwara Checkpoint, 2005. Een van de vier checkpoints aan de rand van Nablus waar de Palestijnen doorheen moeten om de stad te kunnen verlaten.

Amnesty International volgde in februari 2022 met haar rapport Israel’s Apartheid against Palestinians: Cruel System of Domination and Crime against Humanity. Israëls politiek en wetgeving is ook volgens Amnesty gericht op het behouden van een Joodse meerderheid en maximale Joodse controle over land ten koste van Palestijnen, daarbij gebruik makend van een systeem van onderdrukking en dominantie. Amnesty vergelijkt Israëls behandeling van de Palestijnen niet met de voormalige apartheid in Zuid-Afrika, maar zegt dat Israëls gedrag voldoet aan de criteria voor de definitie van apartheid in het internationaal recht.
Amnesty beschouwt niet alleen de situatie binnen de grenzen van Israël en Palestina als apartheid, maar eveneens de behandeling van Palestijnse vluchtelingen in derde landen. Het rapport is gebaseerd op bijna vijf jaar onderzoek in Israëlische, buitenlandse en eigen documenten en rapporten en interviews met Palestijnen. Amnesty roept het Internationaal Strafhof (ICC) op om apartheid mee te nemen in haar lopende onderzoek in de Bezette gebieden en roept alle staten op om daders van apartheid te berechten.

### Afwijzende reacties op de rapporten

#### Afwijzingen door staten
Mark Regev, adviseur van Benjamin Netanyahu, noemde het net verschenen rapport van HRW in 2021 een "leugenachtige apartheidssmet die wijst op een organisatie die al jaren wordt geplaagd door een systematische anti-Israëlhouding". Het Ministerie van Buitenlandse Zaken zei dat HRW een al lang bestaande anti-Israëlagenda heeft en al jaren een boycot tegen Israël propageert. De Israëlische ambassadeur in de VS Gilad Erdan noemde het rapport grenzend aan antisemitisme.
In reactie op het rapport van Amnesty in 2022 zei het Israëlische Ministerie van Buitenlandse Zaken dat Amnesty dubbele standaarden gebruikt en demoniseert om Israël te delegitimeren (het bestaansrecht te ontzeggen). Volgens het Ministerie is Amnesty berucht om zijn verdorven racisme en xenofobie. Het rapport werd antisemitisch genoemd. Minister Yair Lapid noemde Amnesty "geen mensenrechtenorganisatie, maar een radicale organisatie die leugens van terroristische organisaties verspreidt".
De Nederlandse regering verklaarde in antwoord op Kamervragen dat Nederland niet mee gaat met de conclusies van Amnesty. Het kabinet is terughoudend met de term 'apartheid', omdat dit in 2022 niet door een (internationale) rechter is vastgesteld en wil geen actieve rol spelen in het verkrijgen van een uitspraak. Het wijst de kwalificatie 'antisemitisch' voor het Amnestyrapport af.
De Verenigde Staten spraken zich in 2021 uit tegen de bewering dat Israël apartheid hanteert tegenover de Palestijnen.
Duitsland sprak zich in februari 2022 uit tegen het gebruik van de term apartheid in verband met Israël.

#### Afwijzingen door organisaties en anderen
De Amerikaans-Joodse expert in internationaal recht Eugene Kontorovich, anti-BDS-activist en sinds 2013 zelf kolonist in de nederzetting Alon Shvut, noemde de verklaring van B'Tselem een soort antisemitisch bloedsprookje. Hij vergeleek het met het stereotype "de Joden vermoordden Jezus". Volgens Kontorovich wordt Israël anders behandeld dan andere landen, omdat na Zuid-Afrika geen enkel ander land een apartheidsstaat is genoemd.
De journalist Seth Frantzman argumenteerde dat het gebied tussen Jordaan en Middellandse Zee is verdeeld over drie regeringen: Israël, de Palestijnse Autoriteit en Gaza. Hij noemde B'Tselems beweringen een "onzinnig apartheids-bloedsprookje". Frantzman vergeleek Israël met landen als Maleisië, Pakistan en Turkije en schreef dat die dan dus ook apartheidsregimes hebben omdat die ook een groep voortrekken. Hij stelt dat de joodse staat juist al decennialang heeft geprobeerd het regeren over de Palestijnen te beëindigen, de Hamasregering juist een apartheidsregering is en dat B'Tselem een sinistere agenda heeft om een eenstaatoplossing te realiseren. B'Tselem stelt echter juist dat de Bezette gebieden in werkelijkheid al geheel door Israël bestuurd worden en dat er reeds een eenstaatrealiteit is ontstaan.
Ook de Joodse Centrale Raad in Duitsland noemde het Amnesty-rapport antisemitisch, demoniserend en delegitimerend. De president van het World Jewish Congress zei dat het rapport geen echte interesse heeft in de bevordering van Palestijnse mensenrechten of vrede en net als vorige rapporten antisemitisme aanwakkert. Rechtse Amerikaanse lobbyorganisaties zeiden ook dat Amnesty demoniseert en de Joodse en democratische staat Israël delegitimeert. De uitdrukking demoniseren en delegitimeren van de Joodse en democratische staat Israël wordt door de verdedigers van Israël vaak gebruikt om antisemitisme te suggereren.

## Internationale acties tegen vermeende Israëlische apartheid
Minister Yair Lapid verwachtte voor 2022 intensieve campagnes om Israël te labelen als een apartheidsstaat, wat hij zag als een tastbare bedreiging in dat jaar. Hij verwees daarbij naar "Palestijnse campagnes tegen Israël" bij het Internationaal Strafhof (ICC) en het Internationaal Hof van Justitie (ICJ) en de "Commission of Inquiry on the OPT" van de UNHRC, een internationale onderzoekscommissie van de VN die sinds april 2021 onderzoek doet naar mogelijke oorlogsmisdaden in de Bezette gebieden en Israël. Lapid voorzag mogelijke belemmeringen voor toekomstige deelname aan internationale culturele en sportevenementen.
Op 29 december 2023 diende Zuid-Afrika bij het Internationaal Gerechtshof een klacht in tegen Israël wegens vermeende schendingen van het Genocideverdrag ten aanzien van de Palestijnse bevolking in Gaza, gekoppeld met  wat Zuid-Afrika beschreef als "Israëls 75-jarige apartheid".

## Discussie
Israëls minister van Buitenlandse Zaken Yair Lapid noemde in januari 2022 de bewering dat Israël een apartheidsstaat is "een verachtelijke leugen". Israël heeft lang beschuldigingen van apartheid stellig ontkend, met als argument dat Arabische minderheden volledige civiele rechten genieten. Ook de term 'bezetting' voor activiteiten op de Westoever en in Gaza wijst Israël af.

## Instemmend gebruik van de term

### Israëli's
De beschuldiging van apartheid wordt al jaren gebruikt door liberale Israëlische politici, die voor apartheid waarschuwen in het geval er geen aparte Palestijnse staat komt; Israël verliest met miljoenen Palestijnen onder voortdurende bezetting ofwel zijn Joodse identiteit ofwel zijn democratische waarden. Tot de Israëli's die de term gebruiken behoren schrijvers, gedesillusioneerde ex-generaals en politieke tegenstanders van de rechtse regering.
De ervaren Guardian-correspondent Chris McGreal werd erdoor getroffen hoe vaak prominente Israëli's de vergelijking maken tussen de bezetting en apartheid. Tot deze behoren de twee voormalige premiers Ehud Olmert en Ehud Barak. In 2007 zei Ehud Olmert als premier, dat zonder een tweestatenoplossing Israël zou worden beschouwd als een apartheidsstaat, Zuid-Afrikaanse stijl. Israëls aanhangers zouden zich dan snel tegen zo'n staat keren. Hij voorspelde dat de Joodse organisaties de eerste zouden zijn om zich tegen Israël uit te spreken, omdat zij niet een staat kunnen steunen die geen democratie en gelijke stemrechten voor al zijn inwoners voorstaat. In 2003 had hij al een soortgelijke waarschuwing geuit. Toen pleitte hij ook voor maximalisering van het aantal Joden, blijvende annexatie van Oost-Jeruzalem en het niet erkennen van de Groene Lijn. Ehud Barak zei in 2010: "Zolang in dit gebied ten westen van de Jordaan er slechts één politieke entiteit, Israël genaamd, bestaat, zal het ofwel niet-Joods zijn, ofwel niet-democratisch. Als dit blok van miljoenen Palestijnen niet kan stemmen, dan zal dat een apartheidsstaat zijn."
Israëls voormalige Procureur-Generaal Michael Ben-Yair zei in 2002: "Wij vestigden een apartheidsregime in de Bezette gebieden, direct na de verovering [in 1967]. Dat onderdrukkende regime bestaat nog tot op de dag van vandaag." Voormalig Shin Beth-hoofd Ami Ayalon heeft eens gezegd dat zijn land "karakteristieken van apartheid" heeft en ook voormalig Israëlisch ambassadeur in Zuid-Afrika Alon Liel vond dat Israël een vorm van apartheid praktiseert.
Voormalig minister Yossi Sarid zei in april 2008 in een vergelijking van Israël met Zuid-Afrika: "wat zich gedraagt als apartheid, geleid wordt als apartheid en intimideert als apartheid [...] is apartheid." Sarid wees erop dat checkpoints en inspecties op iedere hoek, benodigde vergunningen voor iedere kleinigheid, de willekeurige inbeslagname van land en speciale rechten voor watergebruik geen apartheid zijn maar veiligheidsredenen; apartheid heeft altijd een reden, een rechtvaardiging. Er is één essentieel verschil: in Zuid-Afrika domineerde een kleine minderheid een grote meerderheid en in Israël is het bijna een "tiebreak" (ongeveer evenveel inwoners). Volgens Sarid moet niet het woord apartheid de Israëli's angst inboezemen, maar de beschrijving van de realiteit zelf.

### Jimmy Carter
Voormalig VS-president Jimmy Carter zei in december 2006 voor een Israëlische radiozender dat Israëls politiek op de bezette Westoever voorbeelden laat zien die zelfs nog erger zijn dan de apartheid in Zuid-Afrika. Als toelichting haalde hij in zijn boek Palestine: Peace Not Apartheid de situatie op de Westoever aan van zo'n 200 Joodse nederzettingen die zijn verbonden met een weg die de Palestijnen niet mogen gebruiken en veelal zelfs niet mogen oversteken. Hij schreef dat Israël de Palestijnen onderdrukt. Abraham Foxman, directeur van de Anti-Defamation League, zei dat sommige commentaren in het boek grenzen aan antisemitisme.
Carter stelde dat Israël de keuze moest maken tussen ofwel over een tweestatenoplossing onderhandelen om de bezetting te beëindigen, ofwel de Joodse nederzettingen uitbreiden, wat onvermijdelijk zou leiden tot een eenstaatoplossing van een apartheidsstaat. B'Tselems rapport bevestigt dat Israël er voor heeft gekozen een tweestatenoplossing uit te sluiten ten gunste van een systeem van apartheid van de Jordaan tot aan de Middellandse Zee.
In het boek vergeleek Carter de Israëlische regering met de leiders van de apartheid in Zuid-Afrika. Carter en de uitgever van het boek werden in 2011 in de VS aangeklaagd met de beschuldiging van onwaarheid, fouten en valse voorstellingen met de intentie om zijn "agenda van anti-Israël-propaganda te promoten". Het boek werd voorgesteld als een poging om met zijn status van voormalige president argeloze lezers te misleiden.

### Protestantse Kerk in Nederland
Vijf predikanten van de Protestantse Kerk in Nederland verwezen in een open brief van mei 2021 naar Israël als een apartheidsstaat, met excuses aan het Palestijnse volk voor het meewerken door de Kerk aan "het in stand houden van de zonde van bezetting en onderdrukking", door verkondiging van "de onopgeefbare verbondenheid met het volk Israël" en zo "de indruk te wekken dat God Israël meer liefheeft dan het Palestijnse volk".

### Andere prominenten
Volgens mensenrechtenexpert Peter Malcontent is er wat Israël betreft absoluut sprake van apartheid conform de VN-definitie en dreigt die zich zelfs steeds meer in de richting van het vroegere Zuid-Afrika te ontwikkelen. De westerse reflex om alles wat Israël doet automatisch te steunen is er nog wel bij de leiders, maar veel minder in de publieke opinie.

### Publieke opinie
Steeds meer -vooral jongere- Amerikaanse Joden zijn het eens met de bewering dat Israël een apartheidsstaat is. In een poll onder joodse kiezers vond 25% dat Israël een apartheidsstaat is, 22% vond dat Israël genocide tegen de Palestijnen pleegt en 34% dat de behandeling van de Palestijnen vergelijkbaar is met het racisme in de VS; 19% van de respondenten steunt een Israëlische annexatie van de Westoever met alleen lokaal stemrecht voor de Palestijnen, de facto apartheid. Van de respondenten beneden 40 jaar vond zelfs meer dan een derde dat Israël een apartheidsstaat is en een derde dat is sprake is van genocide.
Een uniek opinieonderzoek in zowel Israël als de bezette gebieden, in februari 2021 (kort na publicatie van de B'Tselem-verklaring) onafhankelijk uitgevoerd in opdracht van B'Tselem, gaf aan dat van alle respondenten slechts 13% meende dat Israël streeft naar een tweestatenoplossing. Van de Joodse respondenten geloofde 43% dat Israël streeft naar een eeuwig voortdurende bezetting; bijna 60% van de Palestijnen meende dat Israël de Westoever wil annexeren en ruim een kwart dat permanente bezetting het doel is. Van alle Palestijnse respondenten vond 77% Israël een apartheidsregime; bij de Israëlische Joden en Palestijnen was dat 28%. Van de Joodse respondenten wees 68% annexatie van de Westoever plus gelijke rechten voor de Palestijnse inwoners af; driekwart van hen wijst het woord apartheid echter af. Gemiddeld stemde 45% van alle respondenten in met de stelling dat het Israëlische regime voldoet aan de definitie van apartheid.

## Israël binnen de Groene Lijn versus de Bezette gebieden
Bij de discussie over Israëlische apartheid wordt vaak onderscheid gemaakt tussen Israël binnen de Groene Lijn en de door Israël bezette gebieden. Soms wordt ingestemd met de mening dat er wel sprake is van apartheid in de Bezette gebieden, maar dat Israël zelf een imperfecte democratie is. Deze opvatting wordt met name gehuldigd door Joden in Israël en Israël-supporters buiten Israël. Anderen waarschuwen dat Israël de bezetting moet beëindigen, omdat het land anders dreigt een apartheidsstaat te worden.
De algemene opvatting onder zionisten is, dat Israël een functionerende democratie is. Een deel van hen vindt dat deze democratie in gevaar komt zodra grote delen van de Westoever samen met de daar wonende Palestijnse bevolking worden geannexeerd (omdat dan de demografische samenstelling verandert ten gunste van de Palestijnen). Volgens die logica mag Israël volgens Nathan Thrall zonder annexatie de Palestijnen burgerrechten onthouden en de kolonisten ondersteunen met infrastructuur, zolang dat gebeurt onder het mom van tijdelijk. Israël zal dan nimmer een apartheidsstaat worden. Deze opvatting kan echter alleen worden volgehouden als je gelooft dat je het Israël van voor de bezetting van 1967 kunt scheiden van de rest van het gecontroleerde gebied. Annexatie zou de claim van deze scheiding ondermijnen.
Om het internationaal verbod tot eenzijdige annexatie van bezet gebied (en daardoor onder nationale wetgeving vallend) te omzeilen, wordt Israëlische wetgeving voor Joodse kolonisten niet toegepast op gebieden in bezet gebied, maar op de individuele Israëlische burgers die daar wonen. Op de gebieden zelf worden wel militaire verordeningen toegepast om Joodse gemeenschappen conform Israëlisch recht te ondersteunen bij de bouw van nederzettingen en anderzijds de Palestijnse gemeenschappen in te perken. De NGO Kerem Navot vond dat driekwart van de tot militair gebied verklaarde delen van de Westoever feitelijk niet gebruikt worden voor militaire training, maar eigenlijk zijn bedoeld om Palestijnse ontwikkelingen tegen te houden en Israëlische controle te garanderen.
De liberale zionisten spreken van twee gescheiden regimes en zeggen vóór een tweestatenoplossing te zijn. Binnen Israël streven zij naar het behoud van een staat met een Joodse meerderheid die zijn Joodse burgers land- en immigratierechten kan geven die de inheemse Palestijnse minderheid niet heeft. De linkse zionisten, aldus Thrall, roepen niet op tot gelijke rechten voor Joodse en Palestijnse burgers binnen de Groene Lijn. Ze zijn wel tegen etnische dominantie van Joden op de Westoever en noemen dat een apartheidsregime dat los staat van Israël.
Nathan Thrall kritiseert Yesh Din als een van de sterkste verdedigers van de theorie van gescheiden regimes, verkondigend dat Israël een democratie is en dat annexatie van delen van de Westoever een eind zou maken aan deze scheiding en zou leiden tot een apartheidsregime. Bovendien negeert zij de annexatie van Oost-Jeruzalem en het omliggende gebied in 1967, die volgens dezelfde redenering reeds tot apartheid zou hebben geleid.
Israël-supporters argumenteren dat niet-Joodse burgers binnen de Groene Lijn dezelfde rechten hebben als Joden, zoals stemrecht. Israël heeft volgens hen een goed functionerende onafhankelijke rechtspraak. Ze zeggen dat de bezetting slechts tijdelijk is en dat de Palestijnen hun eigen bestuur en wetgeving hebben en het aan zichzelf te danken hebben dat ze geen eigen staat hebben. Sommigen zeggen zelfs dat de gebieden niet eens bezet zijn, maar slechts betwiste gebieden waar Israël recht op heeft. Anders dan in de bezette gebieden, is er volgens deze aanhangers binnen Israël geen sprake van apartheid.
Critici van Israël zeggen dat er helemaal geen sprake is van een tijdelijke bezetting en dat Israël met de inbeslagname van land en de bouw van nederzettingen onder de Israëlische wetgeving het hele gebied behandelt alsof het zijn eigen soevereine grondgebied is. Er is daarom sprake van één gebied onder één regime. De Natiestaat-wet noemt de Joodse nederzettingen zelfs een "nationale waarde" die wordt aangemoedigd en bevorderd. Het Internationaal Gerechtshof, hoogste juridische orgaan van de Verenigde Naties, buigt zich over het Israëlische beleid in bezette gebieden op vraag van de Algemene Raad van de VN. In een advies - dat juridisch niet bindend is - uit het zich kritisch. 